# Potez 15
Potez 15 (còn viết là Potez XV) là một loại máy bay hai tầng cánh thám sát của Pháp.

## Biến thể
Potez XV
Potez XVII

## Quốc gia sử dụng
Bulgaria
- Không quân Bulgary

 Đan Mạch
 Pháp
- Không quân Pháp
- Hải quân Pháp

 Ba Lan
- Không quân Ba Lan

 România
- Không quân Hoàng gia Romania

 Tây Ban Nha
 Kingdom of Yugoslavia
- Không quân Hoàng gia Nam Tư

## Tính năng kỹ chiến thuật
Dữ liệu lấy từ Andrzej Glass: "Polskie konstrukcje lotnicze 1893-1939", WKiŁ, Warsaw 1977
Đặc điểm tổng quát
- Kíp lái: 2
- Chiều dài: 8,7 m (28,5 ft)
- Sải cánh: 12,68 m (41,60 ft)
- Chiều cao: 3,2 m (10,5 ft)
- Diện tích cánh: 46 m² (495 ft²)
- Trọng lượng rỗng: 1.487 kg (3.278 lb)
- Trọng lượng có tải: 1.950 kg (4.299 lb)
- Trọng tải có ích: 463 kg (1.021 lb)
- Động cơ: 1 × Lorraine-Dietrich 12 Db, 309 kW (415 hp)

 Hiệu suất bay 
- Vận tốc cực đại: 202 km/h (109 kn, 125 mph)
- Tầm bay: 510 km (275 nmi, 317 mi)
- Trần bay: 4.200 m (13.780 ft)
- Vận tốc lên cao: 3,9 m/s (798 ft/phút)

Trang bị vũ khí

- 1 × Súng máy Vickers, 7,7 mm (.303 in)
- 2 × Lewis Guns, 7,7 mm (.303 in)
- 125 kg (276 lb) bom